# Parteienprivileg
Das Parteienprivileg des Artikels 21 des Grundgesetzes für die Bundesrepublik Deutschland stattet die politischen Parteien in Deutschland wegen ihrer besonderen Bedeutung für die parlamentarische Demokratie mit einer erhöhten Schutz- und Bestandsgarantie aus. Insbesondere legt Art. 21 Abs. 4 GG die Entscheidung über die Verfassungswidrigkeit einer politischen Partei ausschließlich in die Hand des Bundesverfassungsgerichts. Bis zur Entscheidung des Bundesverfassungsgerichts ist von der Verfassungsmäßigkeit der Partei auszugehen. Insofern kommt dieser Entscheidung konstitutive Bedeutung zu.
Eine Verbotsverfügung aufgrund Art. 9 Abs. 2 GG, § 3 VereinsG durch die Exekutive ist unzulässig. Das Grundgesetz nimmt die Gefahr, die in der Gründung oder Tätigkeit einer Partei bis zur Feststellung ihrer Verfassungswidrigkeit besteht, um der politischen Freiheit willen in Kauf.

## Verfassungsrechtliche Gewährleistung
Das Parteienprivileg bezieht sich in erster Linie auf die Parteiorganisation. Es schützt die Partei in ihrem Bestand, solange ihre Verfassungswidrigkeit nicht festgestellt ist. Bis zu diesem Zeitpunkt darf die Partei in ihrer politischen Tätigkeit nicht behindert werden.
Daneben erstreckt sich das Privileg auch auf die parteioffizielle bzw. parteiverbundene Tätigkeit der Funktionäre und Anhänger einer Partei, soweit sie mit allgemein erlaubten Mitteln arbeiten, insbesondere nicht gegen die allgemeinen Strafgesetze verstoßen. Das Parteienprivileg folgt aus der Aufgabe der Parteien, gemäß Art. 21 Abs. 1 Satz 1 GG bei der politischen Willensbildung mitzuwirken. Da die Parteien darauf angewiesen sind, politische Zielvorstellungen sowie Wege zur Zielerreichung zu formulieren und die Bürger von beiden zu überzeugen, müssen sie bis zur etwaigen Feststellung ihrer Verfassungswidrigkeit das Recht und die Möglichkeit haben, ungehindert auf die politische Willensbildung des Bürgers einzuwirken.
Die politischen Aktivitäten einer nicht verbotenen Partei sowie ihrer Mitglieder und Anhänger dürfen weder durch Versammlungs- noch Redeverbote, die sich auf die von der Partei vertretenen Inhalte stützen, behindert werden noch etwa durch die Ablehnung von strafrechtlich nicht bedenklichen Wahlwerbespots oder auch durch eine Ungleichbehandlung beim Zugang zu gemeindlichen Einrichtungen.

## Ersatzorganisationen
Mit der Feststellung der Verfassungswidrigkeit ist die Auflösung der Partei und das Verbot, eine Ersatzorganisation zu schaffen, zu verbinden (§ 46 Abs. 3 BVerfGG). Das Bundesverfassungsgericht kann in diesem Fall außerdem die Einziehung des Vermögens der Partei zugunsten des Bundes oder des Landes zu gemeinnützigen Zwecken aussprechen.
Für die Zeit nach der Entscheidung des Bundesverfassungsgerichts entfällt das Parteienprivileg. Die Aufrechterhaltung des Zusammenhalts der Partei oder die Gründung einer Ersatzorganisation sind als Fortführung einer für verfassungswidrig erklärten Partei nach § 84 StGB strafbar.
Über das Verbot von Ersatzorganisationen entscheidet gemäß § 33 PartG ebenfalls das Bundesverfassungsgericht.

## Verbotsverfahren
Im Jahr 1952 wurde die Sozialistische Reichspartei (SRP) verboten, 1956 die Kommunistische Partei Deutschlands (KPD). Ein 2001 gegen die Nationaldemokratische Partei Deutschlands (NPD) eingeleitetes Verbotsverfahren wurde 2003 aus verfahrensrechtlichen Gründen eingestellt. In einem weiteren Verbotsverfahren gegen die NPD von 2013 wurde diese 2017 trotz festgestellter Verfassungswidrigkeit nicht verboten.